# Ribeirão Grande (ort)
Ribeirão Grande är en ort i Brasilien.   Den ligger i kommunen Ribeirão Grande och delstaten São Paulo, i den södra delen av landet, 900 km söder om huvudstaden Brasília. Ribeirão Grande ligger 690 meter över havet och antalet invånare är 7 419.
Terrängen runt Ribeirão Grande är platt åt nordväst, men åt sydost är den kuperad. Närmaste större samhälle är Capâo Bonito, 10,5 km norr om Ribeirão Grande.
Omgivningarna runt Ribeirão Grande är en mosaik av jordbruksmark och naturlig växtlighet. Runt Ribeirão Grande är det ganska glesbefolkat, med 23 invånare per kvadratkilometer.